# آر.بی. کیتاژ
رونالد بروکس کیتاژ (اغلب آر. بی. کیتاژ) (به انگلیسی: R. B. Kitaj) (۲۹ اکتبر ۱۹۳۲ - ۲۱ اکتبر ۲۰۰۷) نقاش آمریکایی یهودی تبار بود. وی بیشتر زندگیش را در انگلستان گذراند.